# Sólido de revolução

Rotação de uma curva. A superfície formada é uma superfície de revolução

Em matemática, engenharia e manufatura, um sólido de revolução é uma figura sólida obtida pela rotação de um plano de curva em torno de alguma linha reta (o eixo), que se situa no mesmo plano.
Supondo que a curva não cruze o eixo, o volume do sólido será igual ao comprimento do círculo descrito pelo centróide da figura, multiplicado pela área da figura (segundo oteorema do centroide de Papo-Guldino).
Um disco representante é um elemento de volume tridimensional  de um sólido de revolução. O elemento é criado pela rotação de um segmento de linha (de comprimento w) em torno de algum eixo (localizado r unidades de distância), para que um volume cilíndrico de πr2w unidades seja fechado.

## Encontrando o volume
Dois métodos comuns para encontrar o volume de um sólido de revolução são: O método de disco e o método de integração por camada . Para aplicar estes métodos, é mais fácil desenhar o gráfico em questão; identificar a área que está sendo girada em torno do eixo de revolução; determinar o volume de um disco em forma de fatia de um sólido, com espessura δx, ou uma camada cilíndrica de largura δx; e, em seguida, encontrar o limite da soma destes volumes como δx aproximando-se de 0, um valor que pode ser encontrado através da escolha de uma integral apropriada.

### Método dos discos

Disco de integração sobre o eixo y

O método dos discos é usado quando a fatia que foi desenhada é perpendicular ao eixo de revolução; isto é, quando a integração é paralela ao eixo de revolução.
O volume do sólido formado pela rotação da área entre as curvas de f(x) e g(x) e as linhas de x = a e x = b sobre o eixo x é dada por
{\displaystyle V=\pi \int _{a}^{b}\left|f(x)^{2}-g(x)^{2}\right|\,dx\,.}
Se g(x) = 0 (e.g. rotacionando uma área entre a curva e o eixo x), esta se reduz a:
{\displaystyle V=\pi \int _{a}^{b}f(x)^{2}\,dx\,.}
O método pode ser visualizado considerando um fino retângulo horizontal entre y e f(y) na parte superior e g(y) na parte inferior, e tendo sobre o eixo y a forma de um anel (ou disco no caso em que g(y) = 0), com raio externo f(y) e raio interno g(y). A área de um anel é π(R2 − r2), onde R é o raio exterior (neste caso, f(y)), e r é o raio interno (neste caso, g(y)). O volume de cada disco infinitesimal é, portanto, πf(y)2 dy. O limite de Riemann é a soma dos volumes dos discos entre a e b tornando-se integral (1).

### Método do cilindro

A integração de camadas

O método das camadas cilíndricas é utilizado quando a fatia que foi desenhada é paralela ao eixo de revolução; isto é, quando a integração é perpendicular ao eixo de revolução.
O volume do sólido formado pela rotação da área entre as curvas de f(x) e g(x) e as linhas de x = a e x = b sobre o eixo y é dada por:
{\displaystyle V=2\pi \int _{a}^{b}x|f(x)-g(x)|\,dx\,.}
Se g(x) = 0 e.g. rotacionando uma área entre a curva e o eixo y, esta se reduz a:
{\displaystyle V=2\pi \int _{a}^{b}x|f(x)|\,dx\,.}

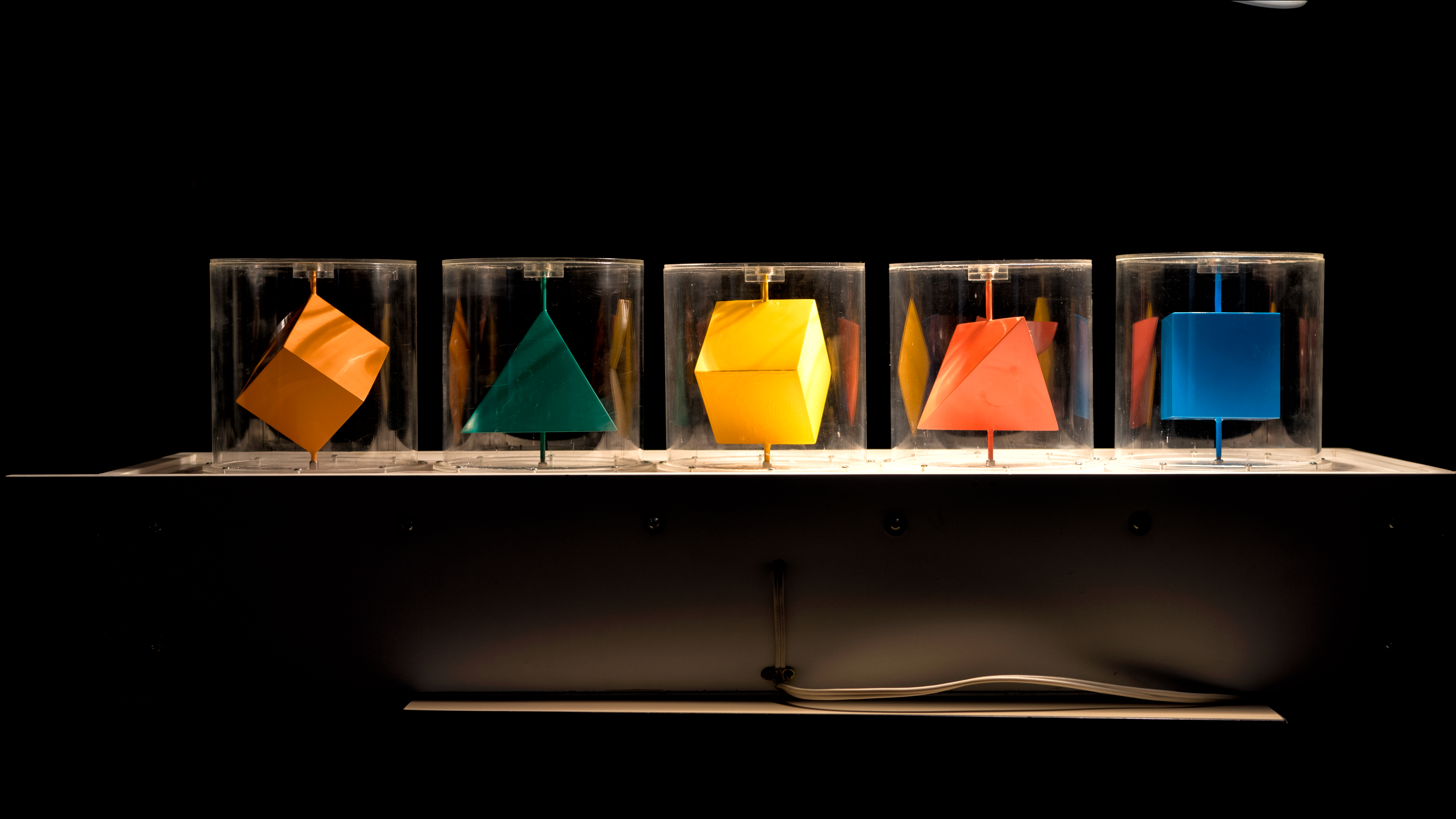
Sólidos em repouso

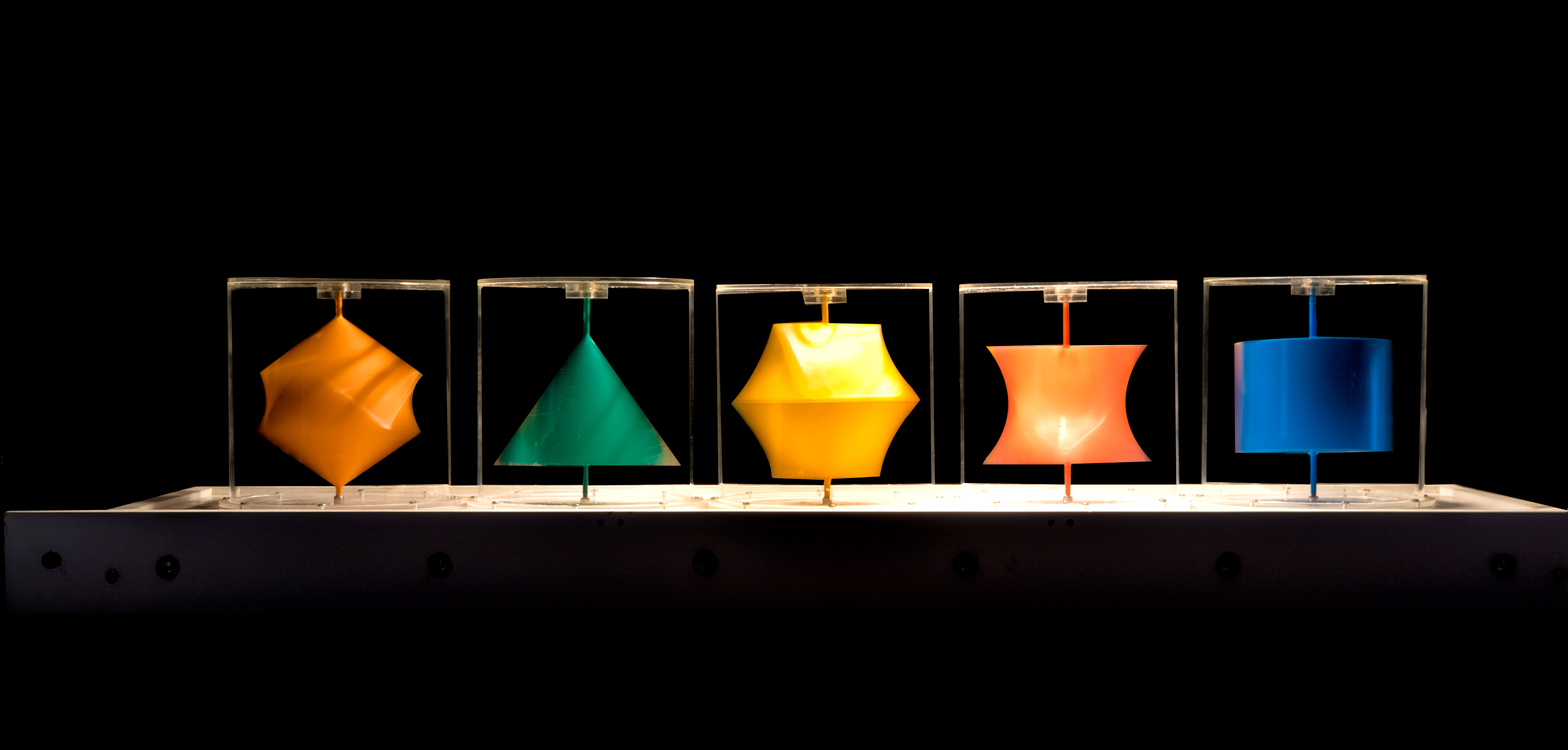
Sólidos rotacionando formando Sólidos de revolução

O método pode ser visualizado considerando um fino retângulo vertical em x com altura f(x) − g(x), e tendo sobre o eixo y, a forma de uma camada cilíndrica. A área lateral da superfície de um cilindro é 2πrh, onde r é o raio (neste caso, x), e h é a altura (neste caso f(x) − g(x)). Somando-se todas as áreas de superfície ao longo do intervalo teremos o volume total.

## Forma paramétrica

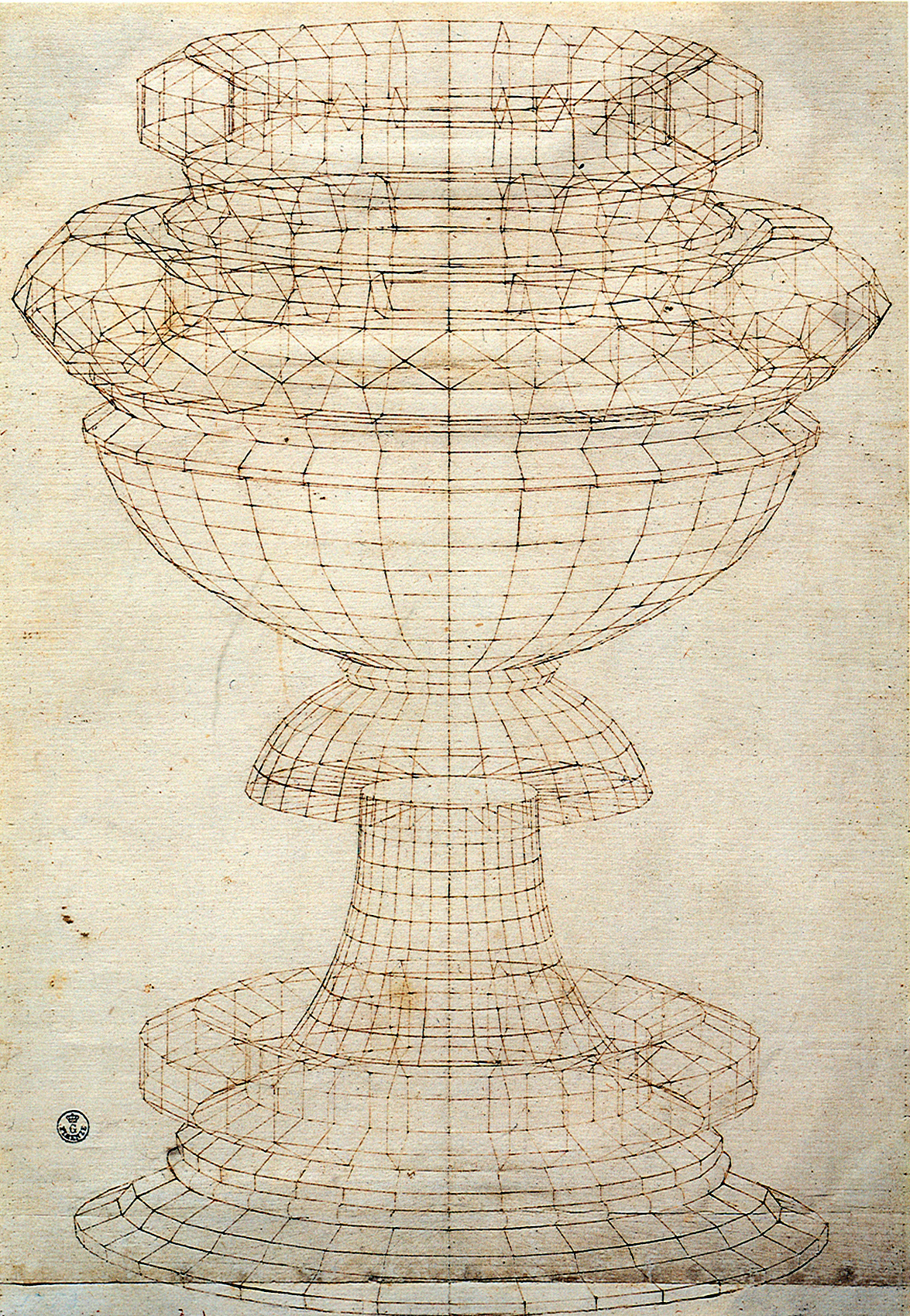
Matemática e arte: estudo de um vaso como um sólido de revolução por Paolo Uccello. Século 15

Quando uma curva é definida por sua forma paramétrica (x(t),y(t)) em algum intervalo [a,b], os volumes dos sólidos gerados por rotacionarem a curva em torno do eixo x ou do eixo y são dados por:
{\displaystyle V_{x}=\int _{a}^{b}\pi y^{2}\,{\frac {dx}{dt}}\,dt\,,}
{\displaystyle V_{y}=\int _{a}^{b}\pi x^{2}\,{\frac {dy}{dt}}\,dt\,.}
Sob as mesmas circunstâncias, as áreas das superfícies dos sólidos gerados por rotacionarem a curva em torno do eixo x ou do eixo y são dados por
{\displaystyle A_{x}=\int _{a}^{b}2\pi y\,{\sqrt {\left({\frac {dx}{dt}}\right)^{2}+\left({\frac {dy}{dt}}\right)^{2}}}\,dt\,,}
{\displaystyle A_{y}=\int _{a}^{b}2\pi x\,{\sqrt {\left({\frac {dx}{dt}}\right)^{2}+\left({\frac {dy}{dt}}\right)^{2}}}\,dt\,.}